# LI-900

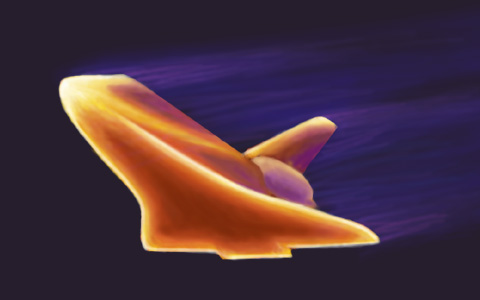
Simulación de la distribución de temperaturas en la cubierta exterior del Shuttle, donde las temperaturas exceden 1,500°C
durante la reentrada.

LI-900 es un tipo de material de loseta aisladora superficial reutilizable desarrollado y fabricado por Lockheed Missiles and Space Company en Sunnyvale, California. Fue diseñado para ser usado en el Transbordador Espacial como parte de su sistema de protección térmico para minimizar la conductividad térmica a la vez que posee una gran resistencia ante shock térmico.

## Características
El material LI-900 posee una densidad de 9 libras por pie cúbico (144.2 kg/m³). De allí su denominación LI-900. Está compuesta de fibras de vidrio de silicio de una pureza del 99.9%, y 94% de su volumen es aire. Una loseta de LI-900 puede ser calentada hasta 1204 °C y luego ser sumergida en forma rápida en agua fría y no sufrir ningún daño.
El Transbordador Espacial utiliza tanto losetas negras como blancas para ayudar a controlar la temperatura del vehículo mientras se encuentra en órbita.
- Las losetas blancas (denominadas LRSI) son utilizadas en la superficie exterior superior y poseen una mayor reflectividad térmica. Estas superficies apuntan al Sol por ello su superficies es adecuada para minimizar el porcentaje de la potencia solar que es absorbida.

- Las losetas negras (denominadas HRSI) son optimizadas para maximizar su emisividad térmica, lo que significa que pierden calor en forma más rápida que las losetas blancas. Esta característica es la adecuada para maximizar la emisión térmica durante el reingreso.

El Transbordador Espacial posee unas 20,000 losetas tipo HRSI LI-900, y unas 725 losetas tipo LRSI LI-900.

## Problemas

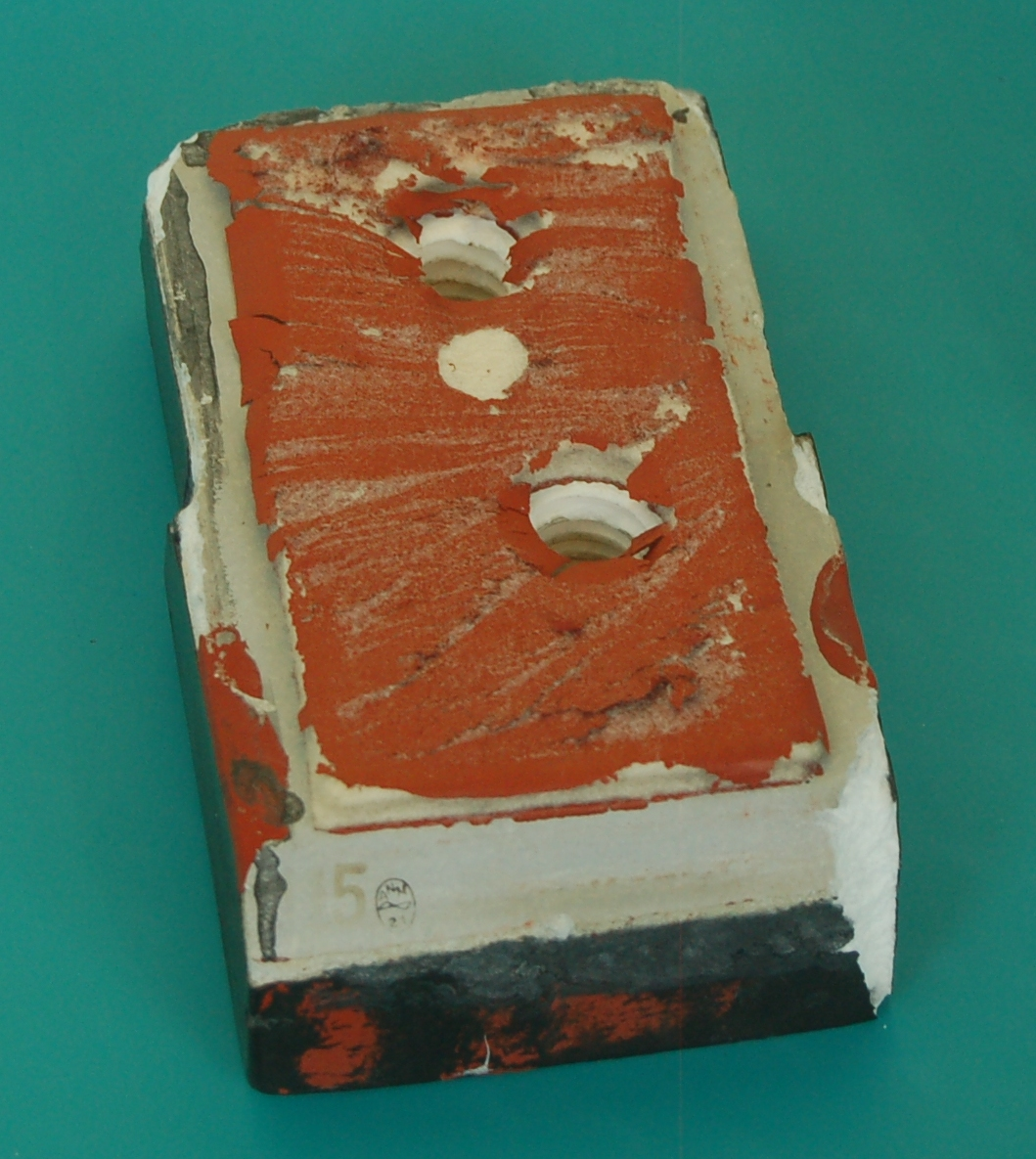
Una loseta usada del Atlantis.

### Resistencia
Al optimizar sus propiedades térmicas se redujo la resistencia del material. Por lo tanto esta loseta no era adecuada para ser utilizada en zonas donde se concentraran tensiones elevadas tales como en proximidades de los portones de los compartimentos del tren de aterrizaje y ventanas. Para resolver este problema, se desarrolló una versión más resistente del LI-900, con una densidad de 22 libras por pie cúbico (352.4 kg/m³), el cual fue denominado LI-2200. Esta loseta poseía la resistencia y propiedades térmicas adecuadas, aunque a costa de una penalización en cuanto a su peso.

### Reducción de daños
Se lanzó un programa de investigación y desarrollo para buscar formas de aumentar la resistencia al daño de micrometeoritos orbitales de la loseta producida a base del LI-900. El objetivo era reducir la cantidad de daño y consecuentemente el número de reparaciones de losetas que es preciso realizar entre vuelos.
Una solución de corto plazo consistió en el desarrollo de un nuevo tipo de tratamiento superficial para la loseta, que usaba la tecnología Ames existente, que se denominó TUFI. Se tuvo éxito en fabricar un prototipo de este material, se determinó su resistencia al daño, y se pudo ensayar su estabilidad microestructural.